# فرانتس لوگن
فرانتس لوگن (انگلیسی: Franz Loogen; ۱۳ آوریل ۱۹۱۹ – ۳ سپتامبر ۲۰۱۰) پزشک قلب و عروق، بازیکن فوتبال، و استاد دانشگاه اهل آلمان بود.
از باشگاه‌هایی که در آن بازی کرده‌است می‌توان به باشگاه فوتبال بایرن مونیخ اشاره کرد.